# سيلم (مهاباد)
قرية سيلم (بالكردية: سێلم) هي إحدى القرى التابعة لـمنغور الشرقية في ريف قسم خليفان من مقاطعة مهاباد، في محافظة أذربیجان الغربیة الإيرانية.

## السكان
حسب إحصاءات سنة 2006، بلغ إجمالي السكان في سيلم 231 نسمة وعدد المساكن 44 مسكن. لغة سكان سيلم هي اللغة الكردية و هم من أهل السنة والجماعة والمذهب الشافعي.